# Віденський Концертгаус

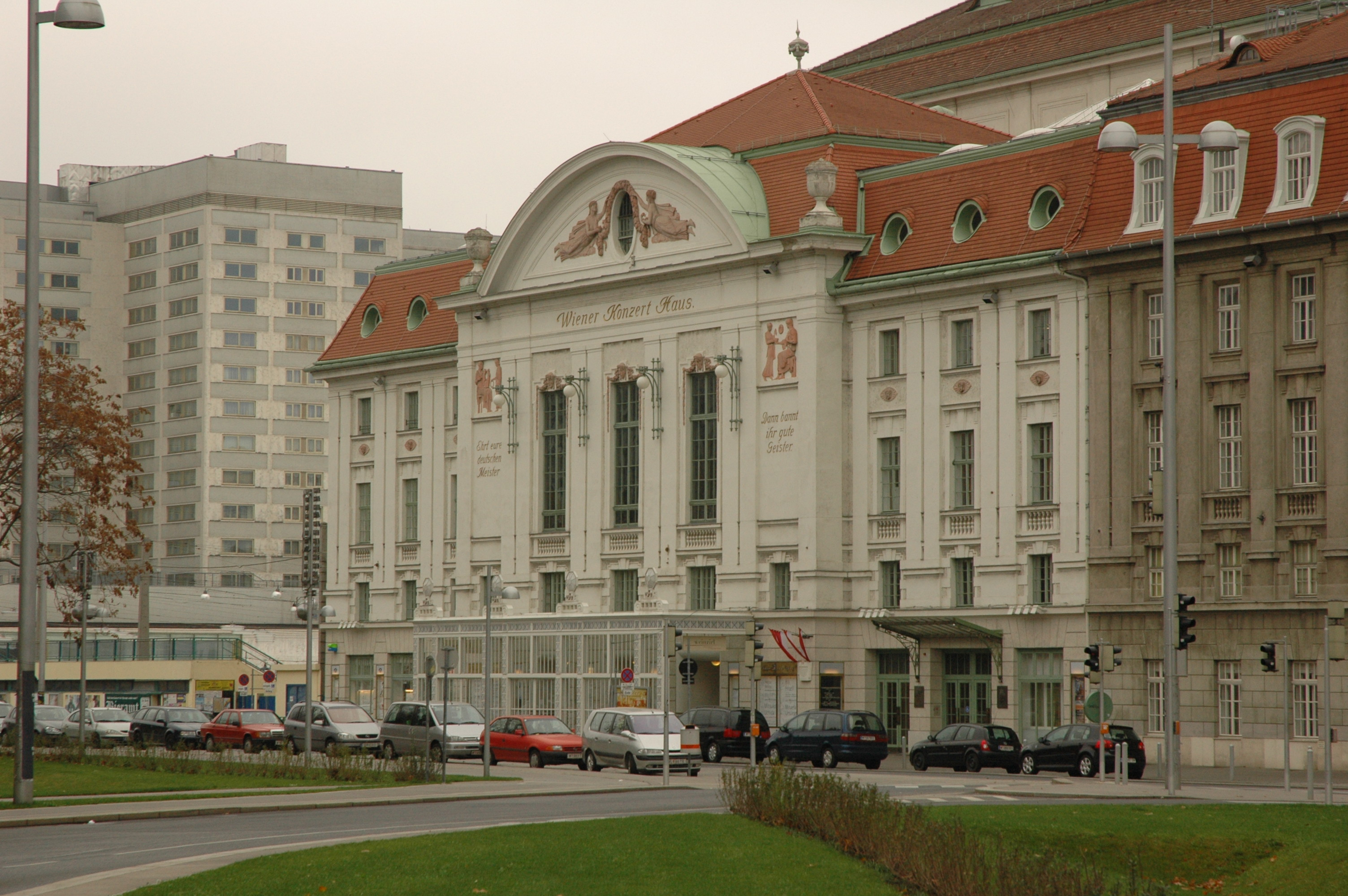
Віденський Концертгаус, вигляд з площі Шварценберґ-платц

Віденський Концертгаус (нім. Wiener Konzerthaus МФА: [ˈviːnɐ kɔnˈt͡sɛʁtˌhaʊ̯s] Концертгаус, дослівно «Концертний дім») — мистецький музичний центр у Відні, відкритий у 1913 році, розміщений у 3-му муніципальному районі — Ландштрасе (нім. Landstraße) на межі внутрішнього міста.
У Концертгаусі відбуваються концерти не тільки академічної, але й джазової та рок-музики.

## Історія

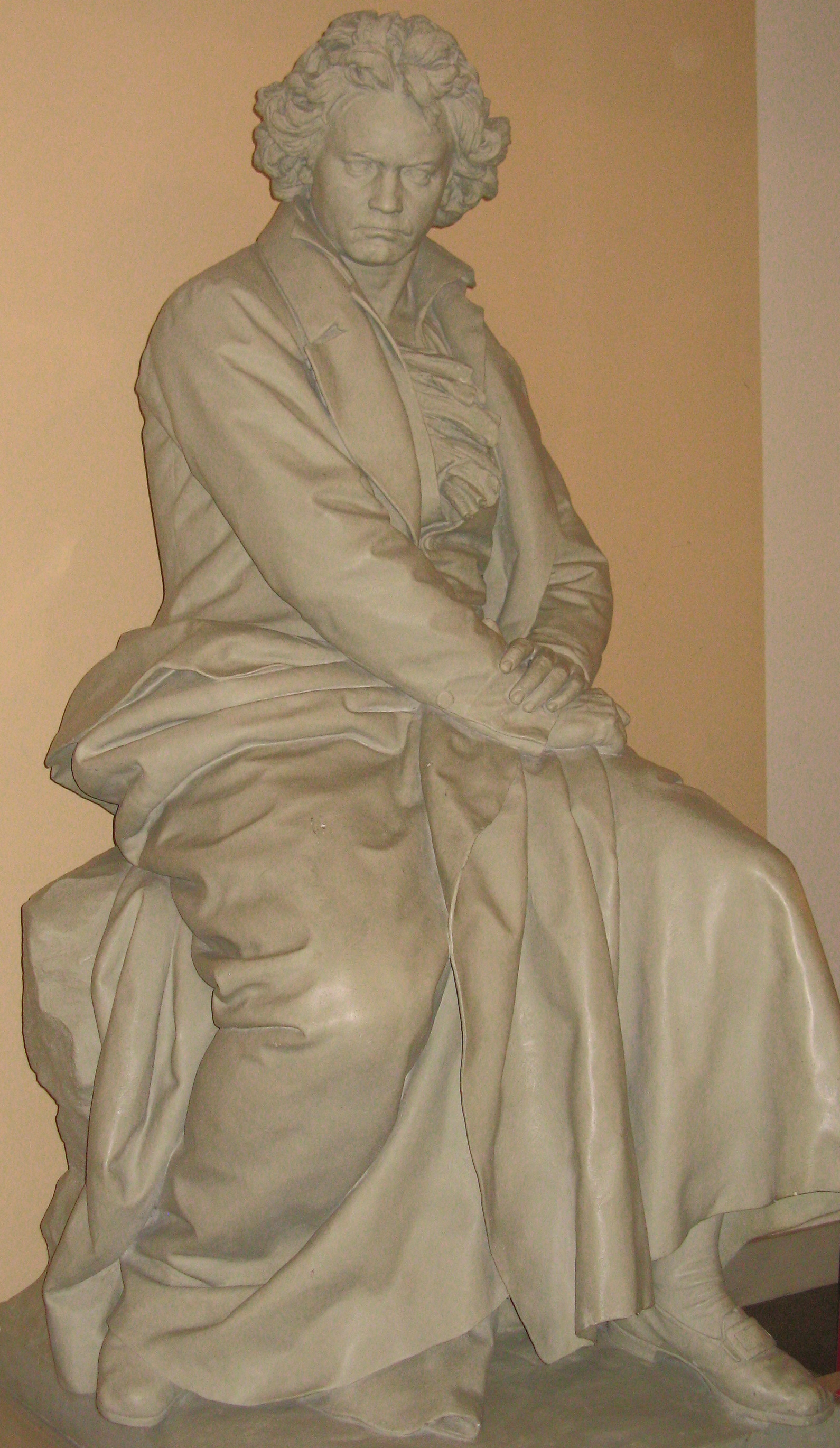
Пам'ятник Бетховенові в Концертгаусі

У 1890 р. було заплановане будівництво Дому музичних святкувань (нім. Haus für Musikfeste). Проєкт архітектора Людвіґа Баумана передбачав багатофункціональну будівлю з концертними залами, ковзанкою та велосипедним клубом, що мала відповідати потребам широких верств населення краще, ніж розміщений за 200 метрів Музікферайн (нім. Musikverein — Музичне об'єднання, філармонія). Поряд мали розташувати просто неба арену на 40 000 місць. Проєкт відхилили, однак у 1910 р. усе ж таки побудували невелику спортивну споруду, а ковзанка є й досі.
Віденський Концертгаус врешті звели в 1911—1913 роках відомі в усій Європі театральні архітектори Фердинанд Фельнер та Герман Гельмер (Бюро Фельнер & Гельмер) у співпраці з Людвіґом Бауманом.
Фінансувалося будівництво тільки за рахунок приватних інвесторів — заможних містян. Планувалося, що коштів від проведення різноманітних заходів у Концертгаусі вистачатиме на його утримання. Звідти і його багатофункціональність: у ньому відбуваються не лише концерти класичної музики, а й бали, літературно-театральні постановки тощо. Але через інфляцію, викликану Першою світовою війною та розвалом Австро-Угорщини, вдалося хіба що повернути витрачені на будівництво кошти.
19 жовтня 1913 року Концертгаус урочисто відкрили в присутності кайзера Франца Йозефа І. Для святкового концерту з цієї нагоди композитор Ріхард Штраус написав «Святкову прелюдію», op. 61. Також була виконана Дев'ята симфонія Бетховена. Таким чином, поєднання традицій і сучасності вже з першого концерту стало однією із головних засад його функціонування.
Під час Другої світової війни Концертгаус фактично не зазнав пошкоджень. Найсерйозніше руйнування, якого він зазнав, сталося через декілька днів після її кінця: у приміщенні вибило вікна від випадкового вибуху гранати назовні.

## Будівля

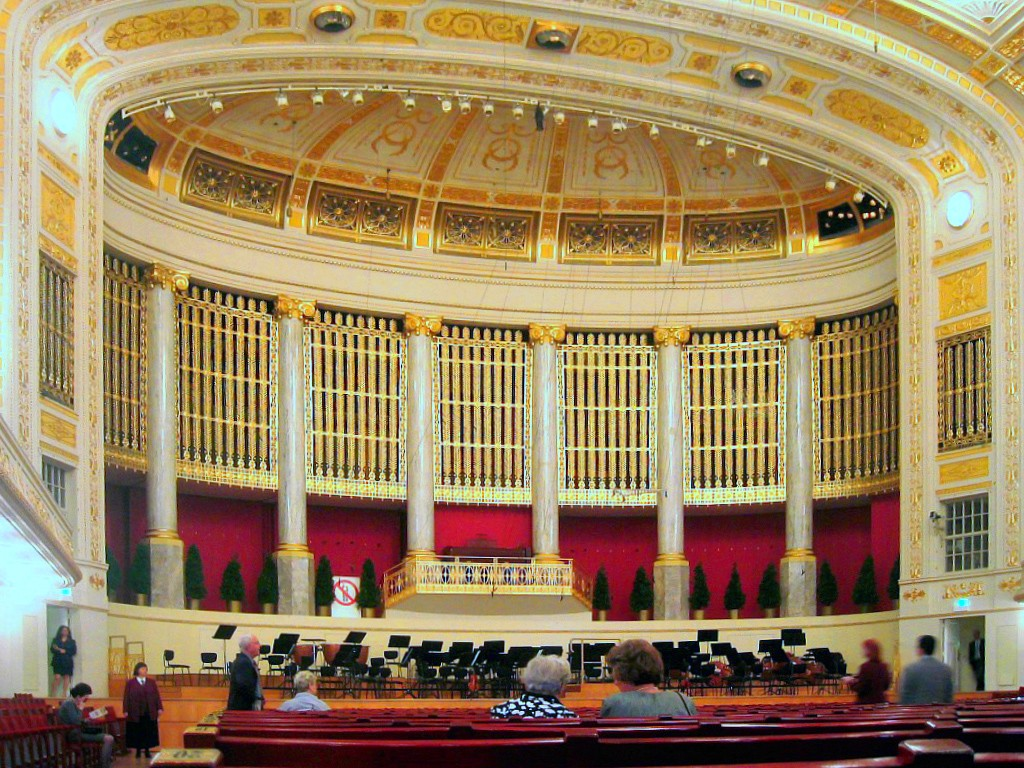
Віденський Концертгаус, Велика зала

Відповідно до плану, Концертгаус із розмірами приблизно 70 на 40 метрів мав три концертні зали:
- Велика зала (Großer Saal) — 1840 місць.
- Зала Моцарта (Mozartsaal) — 704 місця.
- Зала Шуберта (Schubertsaal) — 336 місць.

Після генерального ремонту будівлі, виконаного у 1998—2002 роках, була додатково відкрита Нова зала (Der Neue Saal) — близько 400 місць.
На фасаді будівлі, обабіч входу, є напис:
|  | Вшануйте ваших німецьких майстрів, і вони причарують вас своїм генієм. Оригінальний текст (нім.) Ehrt eure deutschen Meister, dann bannt ihr gute Geister |

що є цитатою із заключного хору опери «Нюрнберзькі мейстерзинґери» Ріхарда Ваґнера.
Завдяки звукоізоляції концерти можуть відбуватися одночасно. Це досягається тим, що зали не мають спільних стін. Вони сполучаються коридорами й покриті спільним скляним дахом. Прозорий дах — єдине джерело денного світла у коридорах — створює також відчуття простору.
У фоє стоїть оригінальна модель створеного 1878 року Каспаром фон Цумбушем пам'ятника Бетховену, який встановили навпроти Концертгаусу на площі Бетховена. При сходах є рельєф, яким у 1913 році митець Едмунд Хелльмер вшанував цісаря Франца Йозефа. Далі — погруддя Ференца Ліста роботи Макса Клінґера (близько 1904 р.).
До комплексу Концертгаусу належить також будівля Академії музики та виконавського мистецтва (нім. K. k. Akademie für Musik und darstellende Kunst), сьогодні — Університет музики та виконавського мистецтва. Крім навчальних приміщень, ця частина будівлі містить також Академітеатр (нім. Akademietheater) на 521 місце, що використовується як допоміжна сцена Бурґтеатру (нім. Burgtheater), зокрема для прем'єр сучасних спектаклів.

## Концертне життя
Концертгаус — головне місце репетицій і концертів Віденського симфонічного оркестру (нім. Wiener Symphoniker), Віденського камерного оркестру (нім. Wiener Kammerorchester) та оркестру сучасної музики «Кланґфорум Відень» (нім. Klangforum Wien).
З 1913 року Концертгаус став традиційною сценою виступів Віденської співочої академії (нім. Wiener Singakademie).
У заходах «Віденського товариства Концертгаусу» (нім. Wiener Konzerthausgesellschaft) бере участь Віденський філармонічний оркестр. Часто гастролюють міжнародні оркестри, солісти та камерні колективи. Окрім того, у Концертгаусі організовують інші численні заходи, як-от Бонбон-бал (Bonbon-Ball), концерти джазової та етно музики.
«Віденське товариство Концертгаусу» влаштовує також деякі фестивалі. Наприклад:
- Фестиваль старовинної музики «Резонанси» (нім. Resonanzen) — у січні
- Фестиваль «Віденська весна» (нім. Das Wiener Frühlingsfestival)
- Міжнародний музичний фестиваль (нім. Das Internationale Musikfest)
- «Відень-модерн» (нім. Wien Modern) — восени

У 2003—2006 роках відбувалася ціла низка заходів під загальною назвою «Generator», присвячених найновішій музиці.
З 2008 року щорічно мають відбуватися фестивалі, кожен з яких присвячуватиметься «певному регіону або культурній спільноті».
Дводенний фестиваль 2008 року був присвячений єврейській культурі з особливим акцентом на її внесок у музичну спадщину.

## Почесні члени Віденського товариства Концертгаусу
| Німецька                         | Українська                  | Німецька                   | Українська                       | Німецька           | Українська                     | Німецька             | Українська            | Німецька                 | Українська            |
| -------------------------------- | --------------------------- | -------------------------- | -------------------------------- | ------------------ | ------------------------------ | -------------------- | --------------------- | ------------------------ | --------------------- |
| Felix Stransky                   | Фелікс Странскі             | Richard Strauss            | Ріхард Штраус                    | Joseph Marx        | Йозеф Маркс                    | Paul Hindemith       | Пауль Гіндеміт        | Hans Pfitzner            | Ханс Пфітцнер         |
| Wilhelm Backhaus                 | Вільгельм Бакгаус           | Heinrich Bartsch           | Хайнріх Барч                     | Karl Böhm          | Карл Бьом                      | Johann Nepomuk David | Йоганн Непомук Давід  | Wilhelm Furtwängler      | Вільгельм Фуртвенґлер |
| Josef Matthias Hauer             | Йозеф Маттіас Гауер         | Arthur Honegger            | Артур Онеґґер                    | Egon Kornauth      | Еґон Корнаут                   | Frank Martin         | Франк Мартін          | Paul Sacher              | Пауль Захер           |
| Igor Strawinski                  | Ігор Стравінський           | Wiener Konzerthausquartett | Квартет Віденського Концертгаусу | Enrico Mainardi    | Енріко Майнраді                | Julius Patzak        | Юліус Патцак          | Dietrich Fischer-Dieskau | Дітріх Фішер-Діскау   |
| Benjamin Britten                 | Бенджамін Бріттен           | Nathan Milstein            | Натан Мільштайн                  | Leonard Bernstein  | Леонард Бернштайн              | Christa Ludwig       | Кріста Людвіґ         | Dr. Otto Mayr            | Др. Отто Майр         |
| Dr. h.c. Manfred Mautner Markhof | Др. Манфред Маутнер Маркгоф | Pierre Boulez              | П'єр Булез                       | Rudolf Serkin      | Рудольф Серкін                 | Witold Lutosławski   | Вітольд Лютославський | Claudio Abbado           | Клаудіо Аббадо        |
| Dr. Egon Seefehlner              | Др. Еґон Зеефельнер         | Alban Berg Quartett        | Альбан Берґ Квартет              | Friedrich Cerha    | Фрідріх Церна                  | Gottfried von Einem  | Ґотфрід фон Айнем     | Nikolaus Harnoncourt     | Ніколаус Арнонкур     |
| Jessye Norman                    | Джессі Норман               | Georges Prêtre             | Жорж Претр                       | Wiener Symphoniker | Віденський симфонічний оркестр | Alfred Brendel       | Альфред Брендель      | Sir Yehudi Menuhin       | Сер Єгуді Менухін     |
| Sándor Végh                      | Шандор Вег                  | Elisabeth Leonskaja        | Елізабет Леонская                | Oleg Maisenberg    | Олег Майзенберґ                | Rudolf Buchbinder    | Рудольф Бухбіндер     | Heinz Holliger           | Гайнц Голліґер        |
| Jordi Savall                     | Жорді Саваль                | Sir Simon Rattle           | Сер Сімон Раттл                  | Heinrich Schiff    | Гайнріх Шіфф                   | Dr. Heinrich Haerdtl | Др. Гайнріх Гердтль   | György Ligeti            | Дьордь Ліґеті         |
| Thomas Hampson                   | Томас Гампсон               | Dr. Harald Sturminger      | Др. Гаральд Штурмінґер           | Gidon Kremer       | Ґідон Кремер                   |                      |                       |                          |                       |

## Цікавинки
- Концертгаус пропонує слухачам чи не найбільшу у світі кількість абонементів (циклів концертів) — близько 70 протягом сезону.
- Державні дотації на рівні 13 % — найнижчі у світі в галузі академічної музики.
- Квиток на заходи Віденського Концертгаусу дає право проїзду міським транспортом упродовж шести годин — дві години до початку і чотири після початку концерту. Міський пасажирський перевізник «Wiener Linien» є спонсором Концертгаусу.

## Галерея

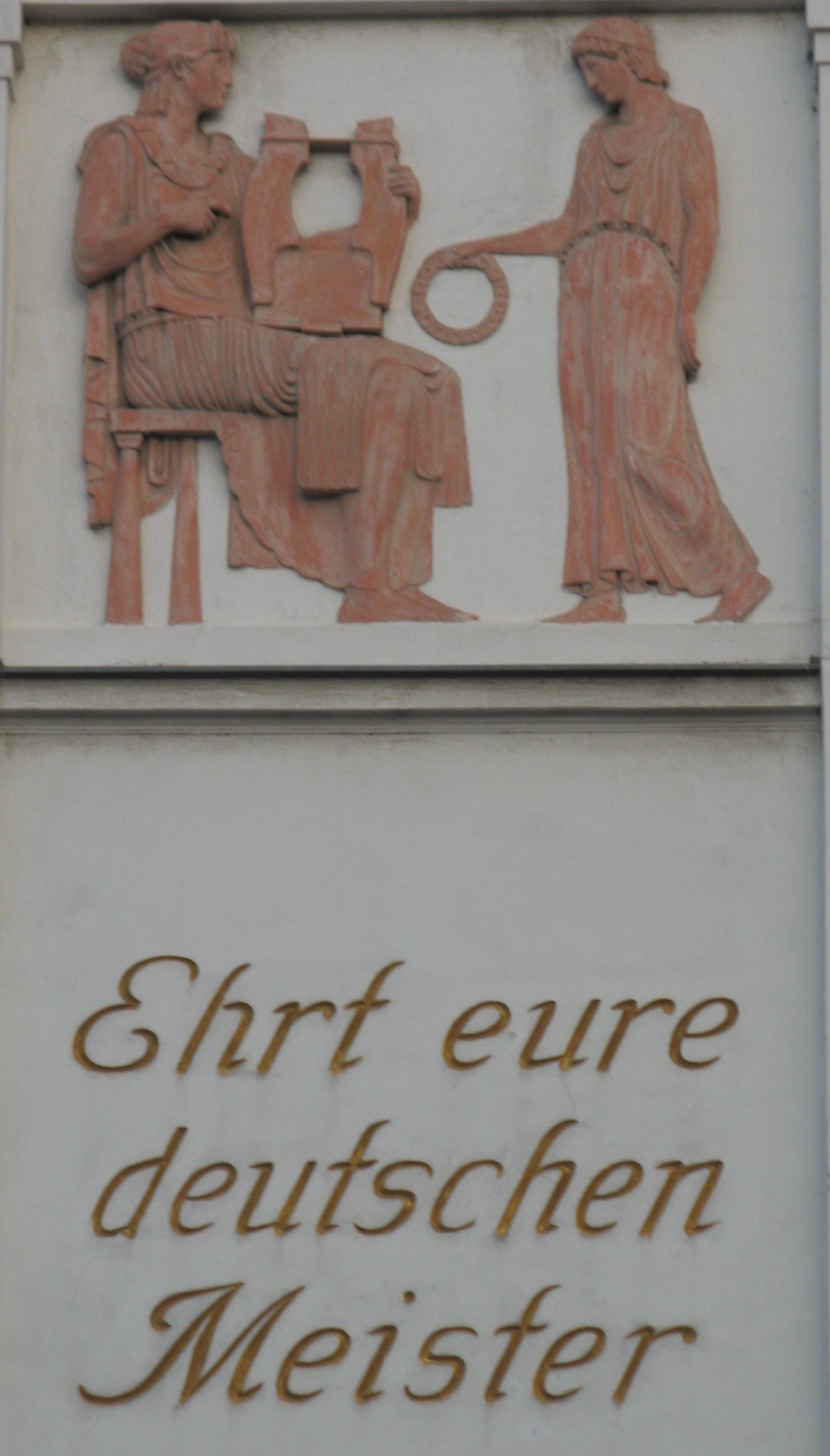
Рельєф Ернста Хеґенбарта на Концертгаусі. Цитата з Ваґнера
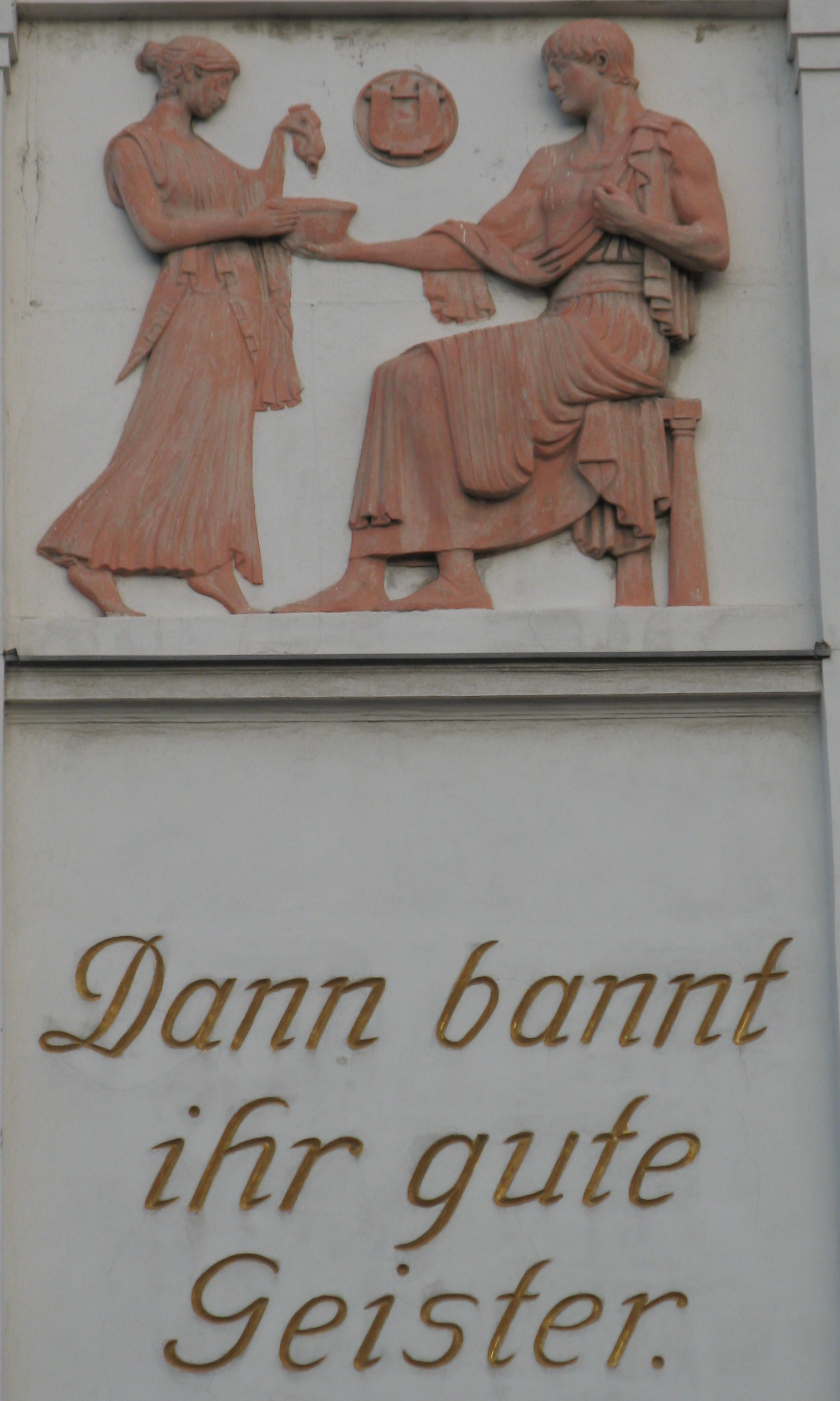
Рельєф Ернста Хеґенбарта на Концертгаусі. Цитата з Ваґнера
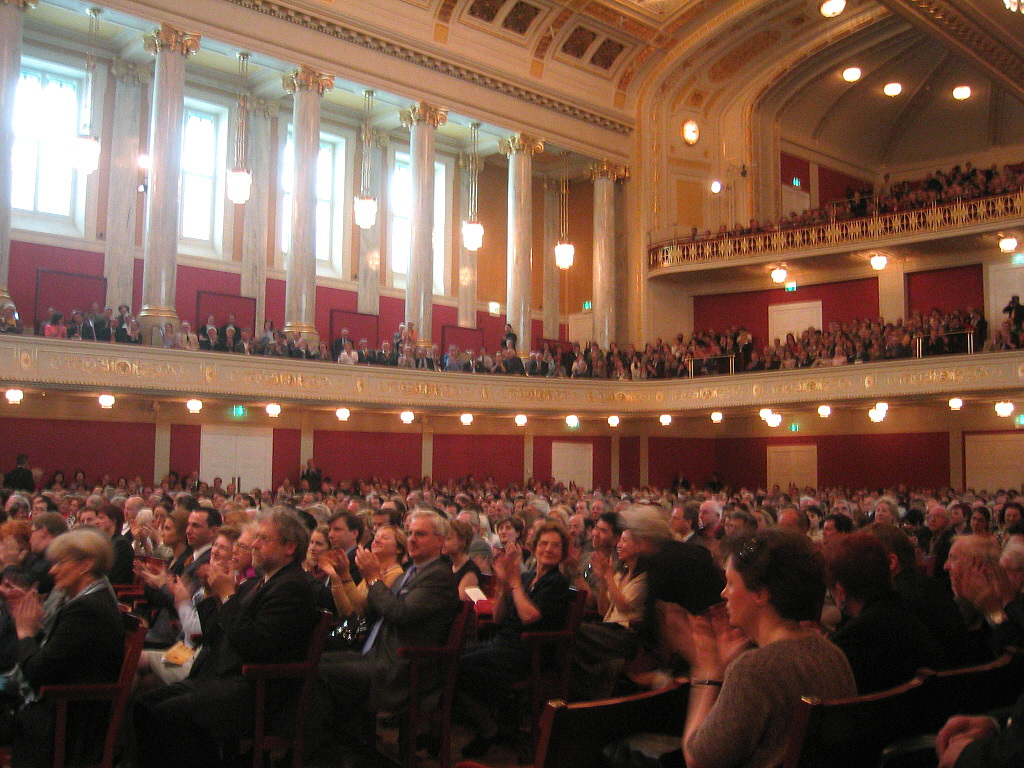
Велика зала
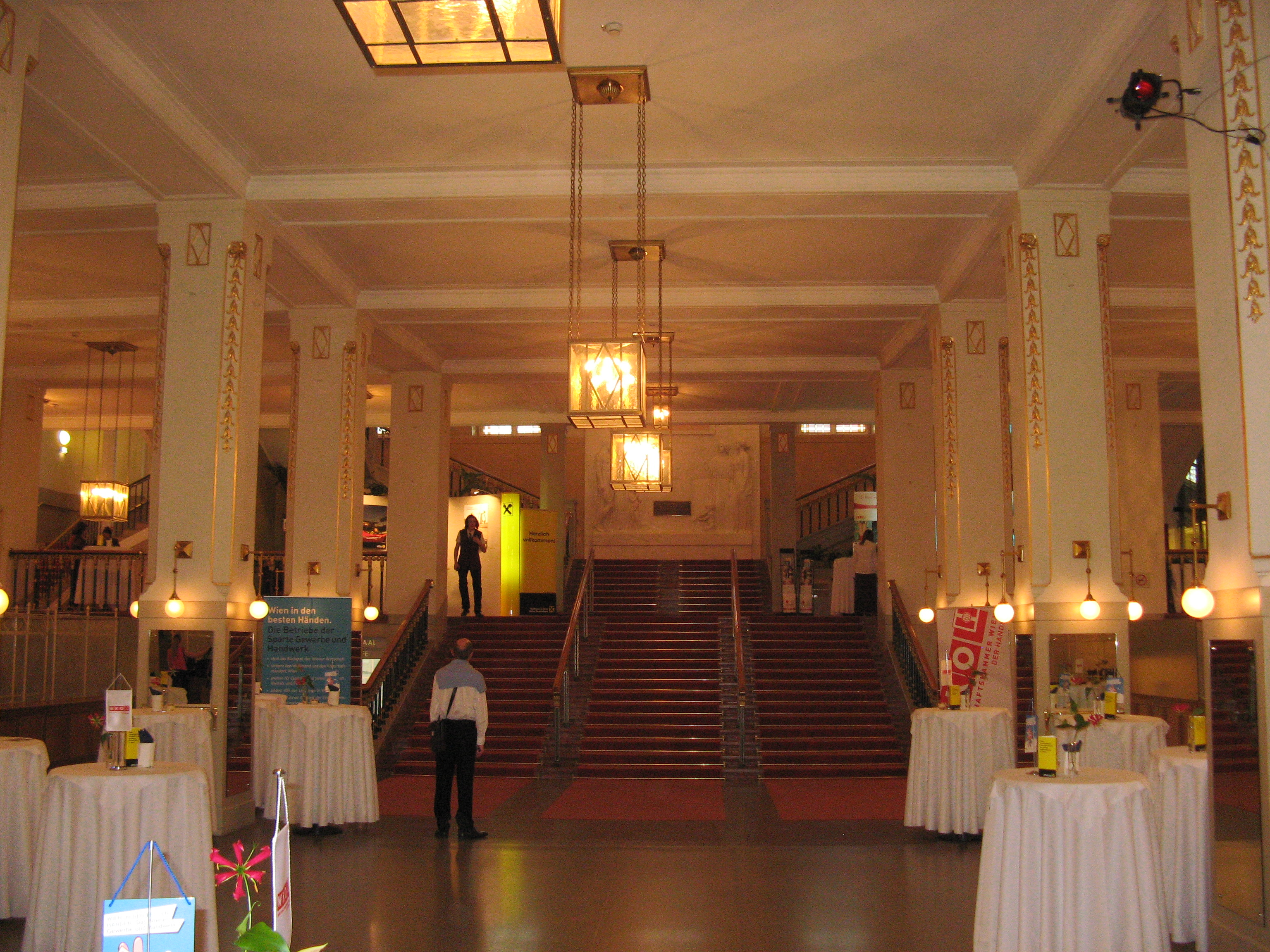
Сходи Концертгаусу
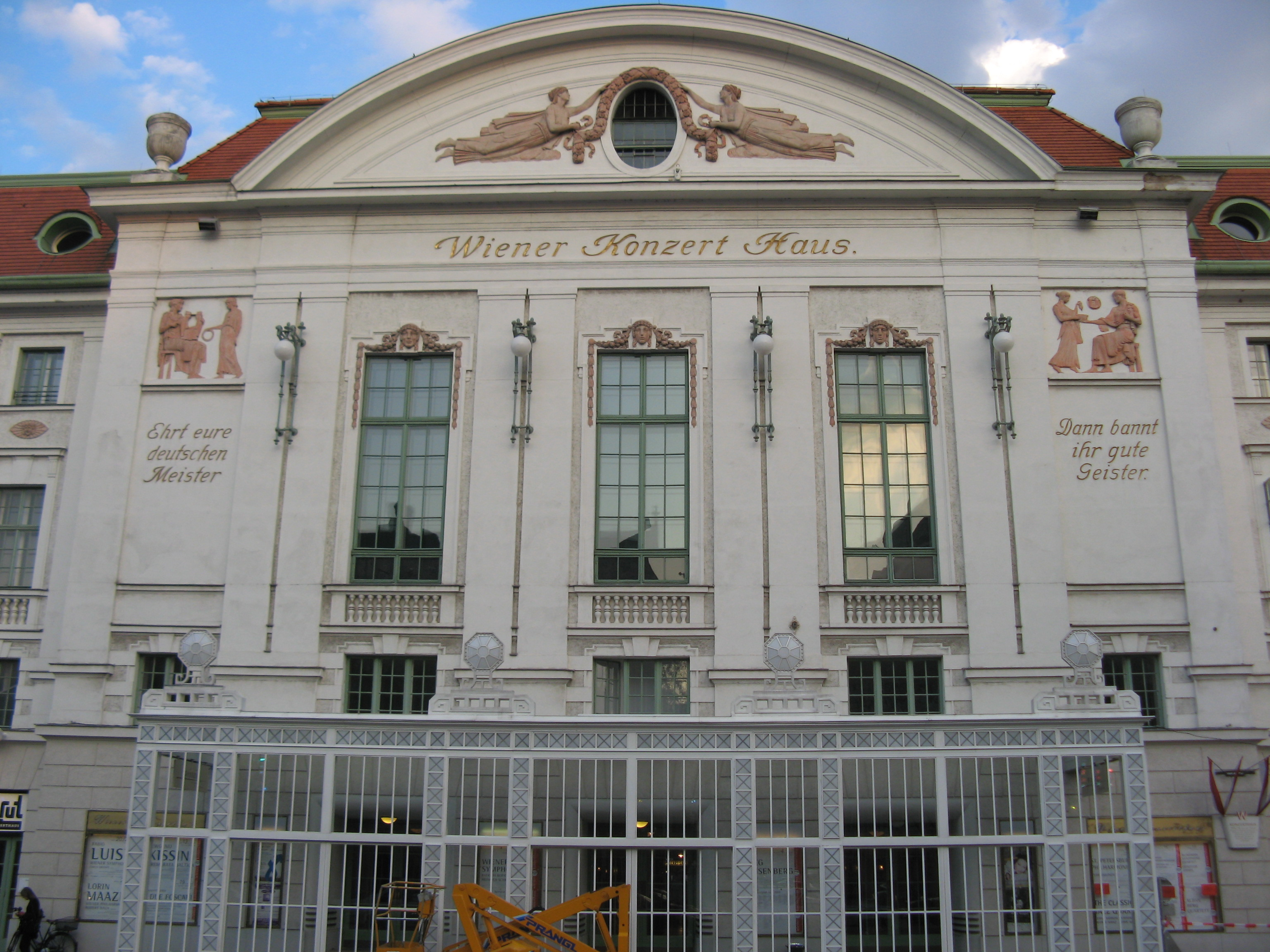
Фасад
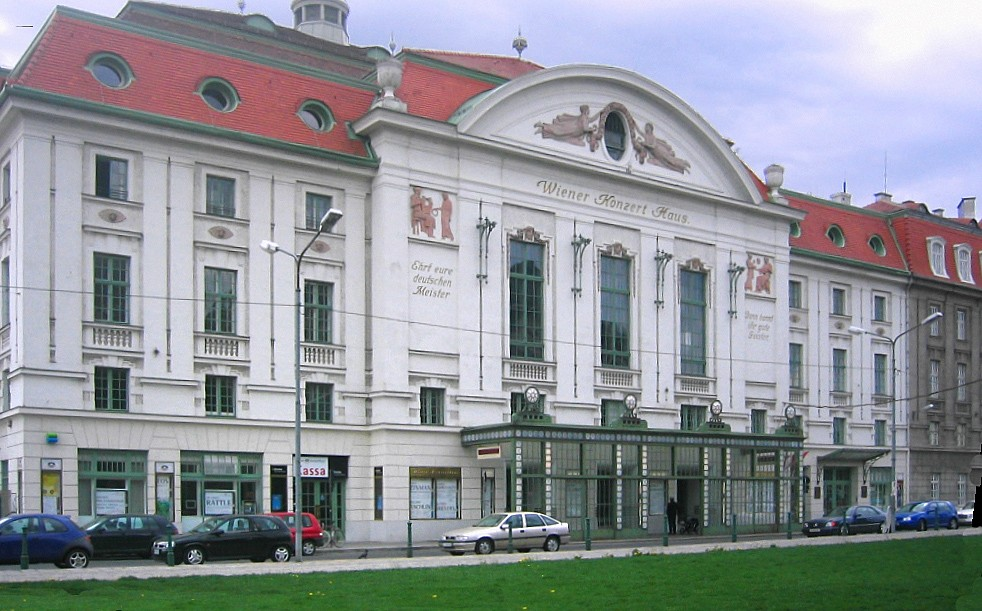
Незадовго до реставрації 2003 р.
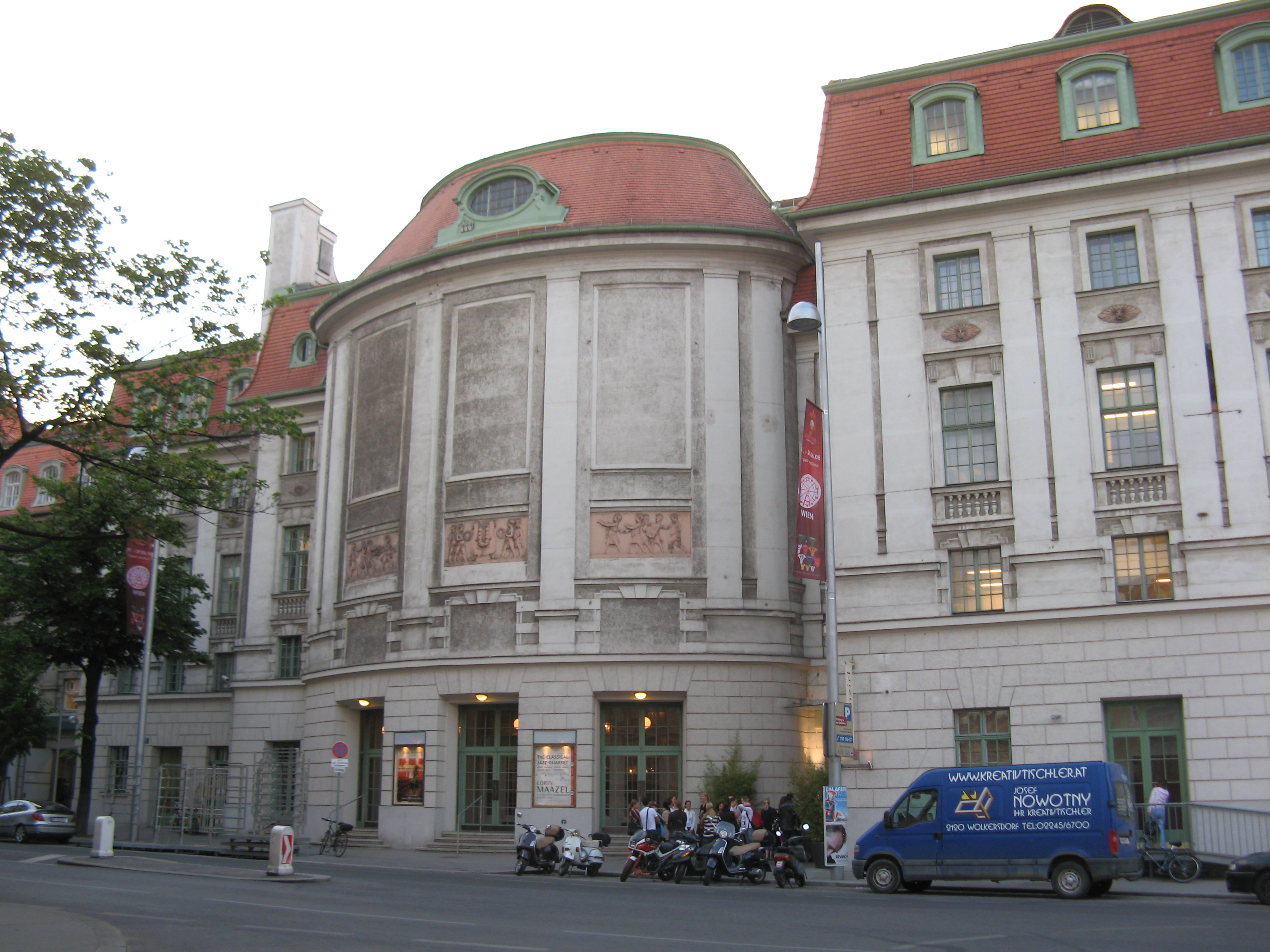
Вхід з тильного боку
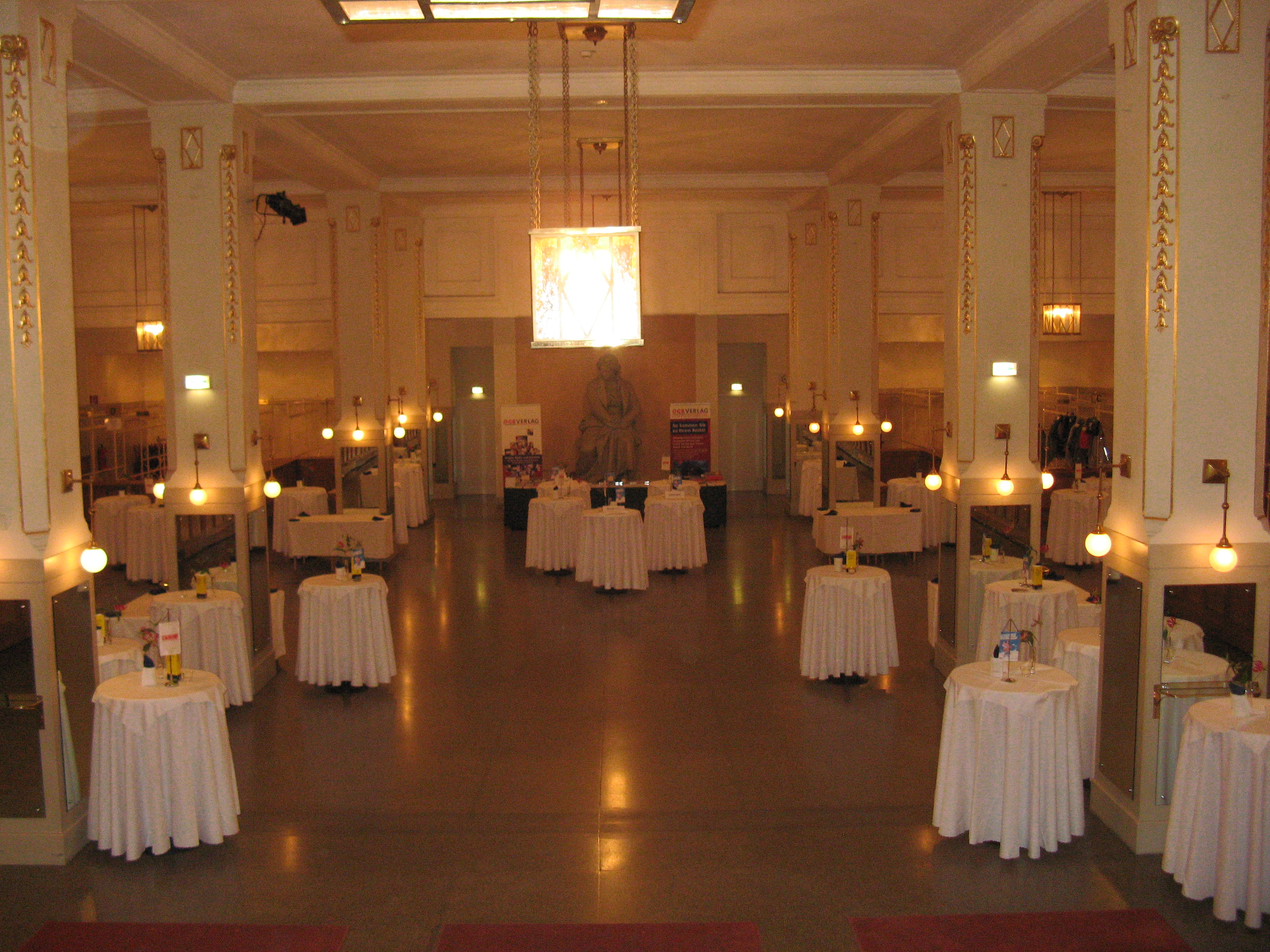
Фоє